# Mimosa fagaracantha
Mimosa fagaracantha är en ärtväxtart som beskrevs av August Heinrich Rudolf Grisebach. Mimosa fagaracantha ingår i släktet mimosor, och familjen ärtväxter. Inga underarter finns listade i Catalogue of Life.